# When Justice Fails

When Justice Fails est un film américo-canadien réalisé par Allan A. Goldstein en 1998.

## Résumé
L'inspecteur Tom est sur une double affaire de meurtre, et son chemin croise celui d'une ravissante avocate imbattable ou presque. Va-t-il savoir garder la distance entre l'enquêteur et l'amoureux ?

## Commentaires
- Une allusion à un film, nommé ici Justice, mais présentant un meurtre avec un pic à glace, renvoie sans doute à Basic Instinct.
- Marlee Matlin est effectivement sourde, mais a appris à parler. L'indice utilisé par l'inspecteur Rod (on la voit entendre avant son interprète) est donc un effet de jeu d'acteur.

## Fiche technique
- Autres titres : Un amour meurtrier | Murder Suspect
- Scénario : Tony Kayden
- Production : Luc Campeau, Charmaine Carvalho, Allan A. Goldstein, Danny Rossner, Murray Shostak, Ernst Etchie Stroh pour Danger Inc. et Shostak-Rossner Productions
- Musique : Larry Cohen
- Photographie : Barry Gravelle
- Genre : Thriller
- Durée : 91 min
- Pays :  Canada /  États-Unis
- Langue : anglais
- Couleur
- Son : Ultra Stereo
- Classification : USA : R (langage et violence)
- Date de sortie : 
  - Hongrie : 15 août 2001

## Distribution
- Jeff Fahey : Tom Chaney
- Marlee Matlin : Katy Wesson
- Chuck Shamata : Tanner
- Charles Edwin Powell : Josh
- Sean Milliken : Kolb
- Monique Mercure : Pauline Wesson
- Carl Marotte : Rod Lambeau
- Jack Langedijk : Dahlgren
- Alan Fawcett : Martin Singer
- Sabrina Boudot : Arlene
- Paulina B. Abarca : Dr Janke
- Babs Gadbois : Dr Harriet Oster
- Victoria Barkoff : médecin légiste
- Catherine Colvey : Clauson